# Adrián Caetano

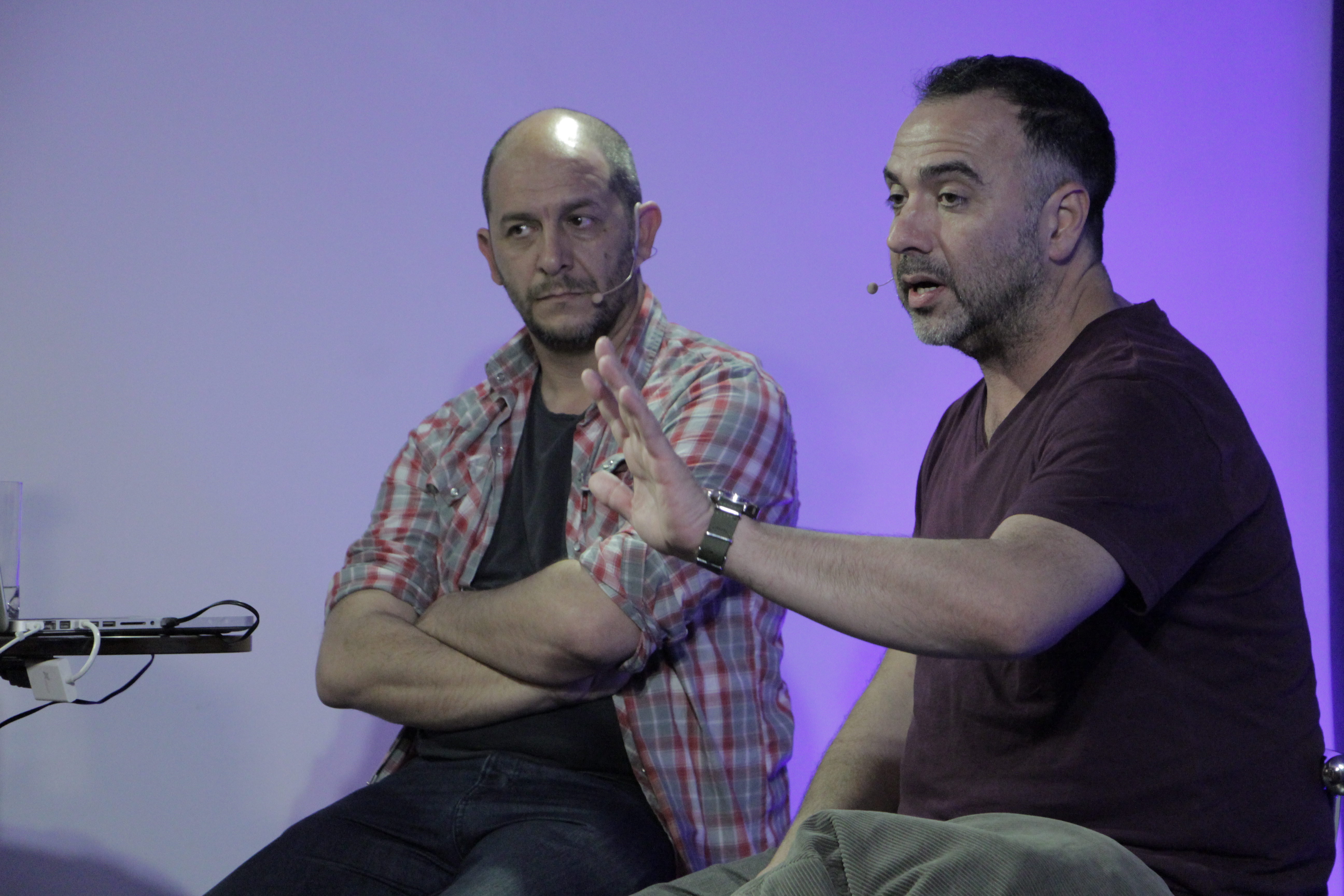
Adrián Caetano (links) und sein Kollege Julián Apezteguía (2016)

Israel Adrián Caetano (* 20. Dezember 1969 in Montevideo, Uruguay) ist ein uruguayischer Filmregisseur.
Adrián Caetano hatte einen weltweiten Erfolg mit Pizza, birra y faso (Regie und Drehbuch, 1998) und erhielt den Preis der Jugendjury beim Filmfestival Cannes für Bolivia (2001). 2006 drehte er den Film Buenos Aires 1977. Er war außerdem Drehbuchautor, Produzent und Darsteller für eine Reihe von Filmen.
2011 wurde er mit einem Premio Konex als einer der fünf besten Fernsehregisseure der letzten zehn Jahre ausgezeichnet.

## Filmografie (Regie)
- Cuesta abajo (1995)
- La expresión del deseo (1998)
- Pizza, birra, faso (1998)
- No necesitamos de nadie (1999)
- Peces chicos (1999)
- La cautiva (2001) – Fernsehfilm
- Bolivia (2001)
- Historias de Argentina en vivo (2001)
- Un oso rojo (2002)[2]
- Tumberos (2002) – Fernsehserie
- Disputas (2003) – Fernsehserie
- Uruguayos campeones (2004) – Fernsehserie
- 18-j (2004)
- Después del mar (2005)
- Crónica de una fuga (2006)
- Mujeres elefante (2007) – Fernsehfilm
- Francia (2010)
- Lo que el tiempo nos dejó (2010) – Mini-Fernsehserie
- Mala (2013)
- Prófugos (2013) – Fernsehserie
- El otro hermano (2017)